# Michael Porter (koszykarz)
Michael Porter Jr. (ur. 29 czerwca 1998 w Columbii) – amerykański koszykarz występujący na pozycji niskiego skrzydłowego, aktualnie zawodnik Denver Nuggets.
W 2017 wystąpił w meczach wschodzących gwiazd – Nike Hoop Summit, Jordan Brand Classic i McDonald’s All-American, a tym ostatnim został wybrany MVP. Został uznany za najlepszego zawodnika szkół średnich w USA przez kilka organizacji (Mr. Basketball USA, USA Today Player of the Year, Gatorade National Player of the Year, Naismith Prep Player of the Year) oraz najlepszego zawodnika stanu Waszyngton (Washington Gatorade Player of the Year, Washington Mr. Basketball). Został też zaliczony do I składu USA TODAY's All-USA (2017) oraz III składu USA TODAY's All-USA(2016). W 2017 wziął także udział w turnieju Adidas Nations Counselors.

## Osiągnięcia
Stan na 21 czerwca 2023, na podstawie, o ile nie zaznaczono inaczej.
NCAA
- Uczestnik rozgrywek turnieju NCAA (2018)

NBA
- Mistrz NBA (2023)[5]

Reprezentacja
- Mistrz Ameryki U–18 (2016)